# Tupolev Tu-330
Il Tupolev Tu-330 (in russo Туполев Ту-330?) era il progetto per un aeroplano da trasporto medio sviluppato dall'azienda aeronautica russa Tupolev nei primi anni novanta.
Studiato per condividere componenti con il velivolo di linea Tu-214 ed indicato come concorrente dell'Antonov An-70 per la sostituzione dell'An-12, il suo sviluppo fu interrotto intorno alla metà del decennio successivo a causa della mancanza di finanziamenti e della difficile congiuntura dell'industria aeronautica russa.

## Storia del progetto
Concepito come "cavallo da tiro" per sostituire l'ormai obsoleto Antonov An-12, il progetto del Tupolev Tu-330 nasceva dai risultati della lucida analisi sulla situazione del settore del trasporto aereo cargo realizzata dall'Istituto di Ricerca Statale dell'Aviazione Civile che, individuando le maggiori carenze del comparto nel settore del trasporto a medio raggio, diede il via al programma "Aeroplano Cargo della Russia".
Il programma prevedeva l'ottimizzazione e la standardizzazione degli aerei da trasporto, commissionando un nuovo aereo da trasporto medio (Tu-330), un aereo da trasporto regionale (Tu-230), ed un aeromobile per compagnie aeree locali (Tu-130, in seguito divenuto Tu-136); l'attuazione del piano avrebbe dovuto affrontare nel modo più efficace l'intera gamma di compiti del sistema di trasporto aereo del paese.
Sulla base di questo programma gli esperti stimarono per il Tu-330 un mercato di circa 180-215 velivoli per il trasporto civile (tra domanda interna e internazionale) e di 220-300 aerei per le esigenze dell'aviazione militare (150-200 aerei per il Ministero della Difesa russo, 70-80 aerei destinati all'esportazione).
Lo sviluppo del Tupolev Tu-330 doveva trovare le proprie coperture finanziarie nelle vendite dei nuovi Tupolev Tu-214 e Tu-334; il primo dei due, tuttavia, non ottenne il successo sperato e le vendite non raggiunsero i livelli sufficienti mentre il secondo non fu mai messo in produzione. Inoltre, il più grande cliente previsto, l'aviazione militare russa, non disponeva dei fondi per l'acquisto di nuovi velivoli da trasporto a medio raggio. Il progetto Tu-330 fu quindi messo in un cassetto nel 2003.
Fonti di stampa nel mese di agosto del 2019 hanno riportato la notizia di un nuovo bando di concorso per la sostituzione dell'An-12; i velivoli proposti sarebbero lo Ilyushin Il-276 ed un progetto realizzato, ancora una volta, dalla Tupolev; di questo secondo progetto non viene specificata la denominazione. L'esito del concorso è atteso per il mese di settembre.

## Tecnica

### Cellula
Il Tu-330 doveva presentarsi nelle forme di un monoplano ad ala alta, fusoliera di sezione circolare e impennaggio tradizionale.
Il muso avrebbe avuto forma conica, piuttosto tozza, sormontato dalla cabina di pilotaggio annegata nella fusoliera; la parte posteriore del velivolo avrebbe compreso uno scivolo di carico che esternamente avrebbe raccordato la parte inferiore della fusoliera al tronco di coda. La stiva del velivolo avrebbe avuto una superficie di 96 m² per un volume di 350 m³.
Il carrello d'atterraggio era previsto del tipo triciclo anteriore: l'elemento anteriore, a doppia ruota, disposto subito dietro la cabina di pilotaggio e quello posteriore posizionato nella parte esterna ed inferiore della fusoliera, in corrispondenza delle ali, costituito da tre coppie di ruote per ciascun lato.
Le ali erano le stesse usate per il Tu-214: a freccia e dotate di winglets; risultano però disposte in modo da presentare diedro leggermente negativo.

### Motore
Era previsto l'impiego di due turboventola Aviadvigatel PS-90 da 16 140 kgf (158 kN) ciascuno mentre si era ipotizzato anche l'impiego di due Kuznetsov NK-93, accreditati della spinta di 20 000 kgf (196 kN) ciascuno.

## Varianti
I dati, se non indicato diversamente, sono tratti da "TU 330", su "globalsecurity.org"
- Tu-300: progetto originario, cargo ad uso civile equipaggiato con due motori turboventola Aviadvigatel PS-90;
- Tu-300P (Tu-330П, Пожаров): progettato per operazioni di lotta antincendio;
- Tu-300PS (Ту-330ПС, Поисково-Спасательный): progettato per operazioni di ricerca e soccorso, pattugliamento dell'intera area marina, fotografia aerea, ricognizione dell'ambiente artico, monitoraggio ambientale;
- Tu-330R (Ту-330Р, Ретранслятор): il termine indica "ripetitore", riferito a segnali di comunicazione;
- Tu-330RL (Ту-330РЛ, Разведку Лальнюю): destinato a missioni di intelligence e ricognizione strumentale a lungo raggio;
- Tu-330SE (Ту-330СЭ, Санитарно-Эвакуационный): in configurazione aeroambulanza, per "evacuazione sanitaria";
- Tu-330TZ (Ту-330ТЗ, Топливо Заправщик): aerocisterna per rifornimento in volo;
- Tu-330VT (Ту-330ВТ, Вазовый Трузовой): variante cargo ad uso militare; dotato di rampa di carico e scarico per automezzi e cingolati.

Si trovano anche notizie relative ad una versione alimentata a gas naturale liquefatto, identificata come Tu-330K. I serbatoi con gas naturale liquefatto erano disposti nella sezione superiore della fusoliera all'interno di carenature, realizzate con resistenza aerodinamica minima, contenenti 22,6 t di gas. Il motore NK-94 per questo velivolo è sviluppato dalla NK Engines Company; è la versione adattata del motore Kuznetsov NK-93. Altre notizie parlano di una versione СПГ (SPG), destinata all'impiego come aerocisterna per il trasporto del gas naturale liquefatto, dotata di "motori appropriati".

### Annotazioni
1. ↑  In russo: Государственный научно-исследовательский институт гражданской авиации (ГосНИИ ГА), traslitterato: Gosudarstvennyj naučno-issledovatel’skij institut graždanskoj aviacii (GosNII GA)
2. ↑  In russo: Грузовые самолеты России, traslitterato: Gruzovye samolety Rossii
3. ↑  Le fonti sono in lingua inglese e non indicano il corrispettivo in lingua russa, nella quale il velivolo dovrebbe avere la denominazione Ту-330К.
4. ↑  Da fonti di lingua russa.

### Fonti
1. ↑  Jackson, 2008, p. 521.
2. 1 2 3  TU 330, in "www.globalsecurity.org".
3. 1 2 3 4  Туполев Ту-330, in "www.airwar.ru".
4. ↑  Tupolev Tu-330, in "www.czechairliners.net".
5. 1 2  Минобороны на замену Ан-12 (Ministry of Defense to replace the An-12), in "ria.ru".
6. 1 2  TU 330 Schematics, in "www.globalsecurity.org".
7. 1 2 3  TU 330 Specifications, in "www.globalsecurity.org".

### Pubblicazioni
- (EN) Directory: military aircraft - Tupolev tu-330, in Flight, 25 maggio 2004,  p. 73. URL consultato il 20 agosto 2019.